# Bet U Wish U Had Me Back
Bet U Wish U Had Me Back è il quarto ed ultimo singolo estratto dall'album Halestorm della band Halestorm.

## Testo
Il testo è il discorso di una ragazza che si rivolge ad un suo passato amore.